# Lista de deputados estaduais da Paraíba da 6.ª legislatura
Essa é uma lista de deputados estaduais da Paraíba eleitos para o período 1967-1971.

## Composição das bancadas
| Partido | Líder             | Bancada | Posição  |
| ------- | ----------------- | ------- | -------- |
| ARENA   | Otávio Mariz Maia | 25 / 40 | Governo  |
| MDB     | José Maranhão     | 15 / 40 | Oposição |

## Deputados estaduais
| Número | Deputados estaduais eleitos    | Partido | Votação | Percentual | Cidade onde nasceu     | Unidade federativa |
| 15581  | Ronaldo Cunha Lima             | MDB     | 8.871   |            | Guarabira              | Paraíba            |
| 11791  | Clóvis Bezerra Cavalcanti      | ARENA   | 8.365   |            | Bananeiras             | Paraíba            |
| 11825  | Otávio Mariz Maia              | ARENA   | 7.567   |            | João Pessoa            | Paraíba            |
| 11809  | Epitácio Leite Rolim           | ARENA   | 7.454   |            | Cajazeiras             | Paraíba            |
| 15666  | Inácio Pedrosa Sobrinho        | MDB     | 7.356   |            | Cruz do Espírito Santo | Paraíba            |
| 11290  | Álvaro Gaudêncio de Queiroz    | ARENA   | 7.146   |            | São João do Cariri     | Paraíba            |
| 11660  | Francisco Pereira              | ARENA   | 6.954   |            | Solânea                | Paraíba            |
| 11997  | José Braz do Rêgo              | ARENA   | 6.846   |            | Limoeiro               | Ceará              |
| 15984  | José Fernandes de Lima         | MDB     | 6.438   |            | Mamanguape             | Paraíba            |
| 15181  | Laércio Pires de Souza         | MDB     | 6.331   |            | Sousa                  | Paraíba            |
| 11257  | José Pereira da Costa          | ARENA   | 6.295   |            | Araruna                | Paraíba            |
| 11765  | Luiz Ferreira Barros           | ARENA   | 6.043   |            | Cabedelo               | Paraíba            |
| 11206  | Edivaldo Motta                 | ARENA   | 6.004   |            | Patos                  | Paraíba            |
| 11187  | Inácio Bento de Morais         | ARENA   | 5.892   |            | Santa Luzia            | Paraíba            |
| 15621  | Mário Silveira                 | MDB     | 5.860   |            | Boa Vista              | Paraíba            |
| 11431  | Romeu Gonçalves de Abrantes    | ARENA   | 5.573   |            | Itabaiana              | Paraíba            |
| 15992  | Antônio de Paiva Gadelha       | MDB     | 5.568   |            | Sousa                  | Paraíba            |
| 11805  | Egídio Silva Madruga           | ARENA   | 5.563   |            | Pedras de Fogo         | Paraíba            |
| 11857  | Agnaldo Veloso Borges          | ARENA   | 5.546   |            | Campina Grande         | Paraíba            |
| 11120  | Carlos Pessoa Filho            | ARENA   | 5.505   |            | Aroeiras               | Paraíba            |
| 11918  | José Lacerda Neto              | ARENA   | 5.382   |            | São José de Piranhas   | Paraíba            |
| 11161  | Antônio de Araújo Quinho       | ARENA   | 5.174   |            | Santa Rita             | Paraíba            |
| 15901  | Azuil Arruda de Assis          | MDB     | 4.898   |            | Lagoa                  | Paraíba            |
| 15643  | José Maranhão                  | MDB     | 4.830   |            | Araruna                | Paraíba            |
| 15860  | Sebastião Calixto de Araújo    | MDB     | 4.734   |            | Cajazeiras             | Paraíba            |
| 11482  | Antônio Santiago               | ARENA   | 4.692   |            | Itabaiana              | Paraíba            |
| 11686  | Francisco Souto Neto           | ARENA   | 4.689   |            | João Pessoa            | Paraíba            |
| 15101  | Zé Gayoso                      | MDB     | 4.679   |            | Patos                  | Paraíba            |
| 11662  | Augusto Ferreira Ramos         | ARENA   | 4.627   |            | João Pessoa            | Paraíba            |
| 11165  | Jonas Leite Chaves             | ARENA   | 4.624   |            | Itaporanga             | Paraíba            |
| 11138  | Luiz Ribeiro Coutinho          | ARENA   | 4.534   |            | Sapé                   | Paraíba            |
| 11763  | João Batista de Lima Brandão   | ARENA   | 4.478   |            | Nazarezinho            | Paraíba            |
| 11946  | Robson Duarte Espinola         | ARENA   | 4.351   |            | Serraria               | Paraíba            |
| 15123  | Luís Gonzaga de Miranda Freire | MDB     | 4.330   |            | Alagoa Grande          | Paraíba            |
| 15845  | Aloysio Pereira Lima           | MDB     | 4.176   |            | João Pessoa            | Paraíba            |
| 11788  | Francisco de Assis Camelo      | ARENA   | 4.156   |            | Bayeux                 | Paraíba            |
| 15670  | Orlando Cavalcanti de Melo     | MDB     | 4.045   |            | Araçagi                | Paraíba            |
| 15310  | Balduíno Minervino de Carvalho | MDB     | 3.988   |            | Itaporanga             | Paraíba            |
| 15996  | Zé Tota                        | MDB     | 3.802   |            | Conceição              | Paraíba            |
| 11498  | Nivaldo de Farias Brito        | ARENA   | 3.744   |            | São João do Cariri     | Paraíba            |